# 257-gono
In geometria, il 257-gono è un poligono con 257 lati, altrettanti angoli e vertici.

## 257-gono regolare
Un 257-gono si dice regolare se ha tutti gli angoli e tutti i lati congruenti.

### Angoli caratteristici
Angolo al centro:
{\displaystyle {\frac {2\pi }{257}}={\frac {360^{\circ }}{257}}\simeq 1{,}4^{\circ }.}
Angolo interno:
{\displaystyle \pi -{\frac {2\pi }{257}}=180^{\circ }-{\frac {360^{\circ }}{257}}\simeq 178{,}6^{\circ }.}

### Lato e perimetro
Il lato, calcolato in funzione del raggio {\displaystyle r} del cerchio circoscritto, è dato da:
{\displaystyle l=2r\sin \left({\frac {\pi }{257}}\right)\simeq 0{,}024447583.}
Il perimetro è:
{\displaystyle P=257l\simeq 6{,}28302883r}
con una differenza di circa 24 ppm rispetto alla circonferenza di raggio {\displaystyle r}.

### Area
{\displaystyle A=257r^{2}\sin \left({\frac {\pi }{257}}\right)\cos \left({\frac {\pi }{257}}\right)\simeq 3{,}1405756r^{2}.}

## Notizie storiche
Il 257-gono regolare è un poligono costruibile con riga e compasso: nel 1796 Carl Friedrich Gauss dimostrò che la costruzione di un poligono regolare può essere fatta per via geometrica solo se il suo numero {\displaystyle N} di lati è del tipo
{\displaystyle N=2^{k}{p_{1}}{p_{2}}\cdots {p_{s}},}
dove {\displaystyle k} è un numero intero non negativo e i fattori {\displaystyle p_{1},p_{2},\ldots } sono numeri primi di Fermat distinti (in questo caso {\displaystyle k=0,s=1,p_{s}=257}).
Gli unici numeri primi di Fermat noti a oggi sono 3, 5, 17, 257 e 65537. Per quanto riguarda la costruzione del triangolo (equilatero) e del pentagono (regolare), la soluzione era stata già trovata nel mondo antico (vedi Elementi di Euclide). Gauss dimostrò che la ricerca di uno qualunque dei parametri caratteristici di questi poligoni regolari (angolo al centro, lunghezza del lato o proiezione di un vertice su uno degli assi) può essere ricondotta alla risoluzione di una serie di equazioni di secondo grado; e questo è un compito che effettivamente può essere eseguito con l'uso di soli riga e compasso.
Gauss si limitò a dimostrare questa fattibilità, senza però indicare metodi costruttivi specifici. Nel 1832 Friedrich Julius Richelot pubblicò uno studio di 194 pagine in cui dimostrava l'effettiva costruibilità del 257-gono.

## Costruzione

Costruzione geometrica del 257-gono regolare. In blu sono mostrate le linee di costruzione; in verde le operazioni di bisezione; infine in rosso i cerchi di Carlyle, con l'indicazione dei loro parametri geometrici (centro e raggio, oppure diametro) e dei risultati intermedi.

In questa sezione viene messa in pratica la costruzione descritta da Duane W. DeTemple nel suo articolo "Carlyle Circles and the Lemoine Simplicity of Polygon Constructions". 
In sintesi il procedimento scoperto da Gauss e messo in pratica in vari modi da Richelot, DeTemple e altri, si basa sul fatto che i vertici del 257-gono regolare inscritto in un cerchio di raggio unitario possono essere determinati risolvendo l'equazione ciclotomica
{\displaystyle z^{257}=1,}
le cui radici sono date dall'espressione
{\displaystyle r^{n}=e^{2\pi i{\frac {n}{257}}},}
per {\displaystyle n} compreso fra {\displaystyle 0} e {\displaystyle 256}. Dato che la somma di tutte le radici è uguale a {\displaystyle 0}, se dal totale togliamo {\displaystyle r^{0}=1}, la somma delle rimanenti radici è uguale a {\displaystyle -1}. 
Le radici diverse da {\displaystyle r^{0}} vengono opportunamente separate in due gruppi disgiunti di 128 radici ciascuno. Indicando con {\displaystyle A_{0}} e {\displaystyle A_{1}} le somma delle radici nel primo e secondo gruppo rispettivamente, è chiaro che {\displaystyle A_{0}+A_{1}=-1}. La determinazione dei valori {\displaystyle A_{0}} e {\displaystyle A_{1}} richiede una relazione aggiuntiva, che può essere trovata moltiplicando i due gruppi di radici. Ora, proprio per il modo in cui sono stati scelti i membri di ciascun gruppo, si ha che moltiplicando i membri di {\displaystyle A_{0}} con quelli di {\displaystyle A_{1}} si ottiene una somma di {\displaystyle 16384} termini, che possono essere raggruppati in {\displaystyle 64} serie complete delle radici comprese fra {\displaystyle r^{1}} e {\displaystyle r^{256}}; come abbiamo visto, ciascuna di queste serie di radici ha come somma il valore {\displaystyle -1}, quindi il prodotto calcolato risulta valere {\displaystyle -64}. 
Conosciuti somma ({\displaystyle -1}) e prodotto ({\displaystyle -64}) dei valori {\displaystyle A_{0}} e {\displaystyle A_{1}}, i valori stessi possono essere trovati per via algebrica (grazie alla risoluzione di un'equazione di secondo grado) oppure, come nel caso in esame, per via geometrica tramite un cerchio di Carlyle. 
Ciascuna delle due serie di 128 radici viene a sua volta suddivisa in due serie da 64: si avrà {\displaystyle A_{0}=B_{0}+B_{2}} e {\displaystyle A_{1}=B_{1}+B_{3}}. Anche in questo caso si possono calcolare i prodotti di queste coppie {\displaystyle B_{0}B_{2}} e {\displaystyle B_{1}B_{3}} di somme di 64 radici: con lo stesso procedimento descritto sopra si ottengono quindi i valori numerici di questi {\displaystyle B_{n}.} Si procede allo stesso modo per ottenere i valori della somma di gruppi di 32, 16, 8, 4 e 2 radici ciascuno.
Per la costruzione del 257-gono non occorre trovare però tutte le radici: è sufficiente infatti trovare una delle somme di due radici, per esempio la somma di r1 e r256, che sono simmetriche rispetto all'asse delle ascisse. Grazie alla formula di Eulero risulta subito che
{\displaystyle r^{1}+r^{256}=e^{2\pi i{\frac {1}{257}}}+e^{2\pi i{\frac {256}{257}}}=2\cos \left({\frac {2\pi }{257}}\right),}
o, equivalentemente, la metà di questa somma coincide con l'ascissa di {\displaystyle r^{1}}. Di conseguenza, una volta nota questa somma si possono determinare facilmente tutti i vertici del 257-gono.
L'animazione mostra la ricerca dei valori somma dei primi 2 gruppi di 128 radici ({\displaystyle A_{n}}), poi dei 4 gruppi di 64 ({\displaystyle B_{n}}), degli 8 di 32 ({\displaystyle C_{n}}) e dei 16 gruppi di 16 radici ({\displaystyle D_{n}}). Per trovare una singola coppia di radici a questo punto non occorre procedere con la ricerca di tutti e 32 i gruppi di 8 radici: ne bastano solo 6, che forniscono i valori ({\displaystyle E_{n}}) necessari alla ricerca dei valori somma di due gruppi di 4 radici ({\displaystyle F_{n}}) e infine di due radici doppie ({\displaystyle G_{n}}). Nell'animazione, quest'ultima operazione fornisce il doppio del coseno degli angoli {\displaystyle 2\pi /257} e {\displaystyle 16\cdot 2\pi /257}; per il disegno del 257-gono viene utilizzato il secondo dei due valori, in quanto è molto più facile da visualizzare.
Per ogni passaggio si eseguono le seguenti operazioni:
- si trovano i valori somma e prodotto di due gruppi di radici;
- si traccia il cerchio di Carlyle;
- si interseca tale cerchio con l'asse delle {\displaystyle x}. Le intersezioni ottenute sono i valori somma di ciascun gruppo di radici.

L'intero procedimento richiede di tracciare un totale di 24 cerchi di Carlyle.

## Curiosità
È notevole che, nonostante gran parte dei poligoni regolari non possano essere costruiti con riga e compasso, lo siano invece quelli che hanno come numero di lati i seguenti numeri consecutivi:
- 255, poiché 255 = 3×5×17 (l'angolo al centro del 255-gono può essere trovato sovrapponendo un pentadecagono e un eptadecagono)
- 256, in quanto 256 = 28 e dunque il 256-gono è ottenibile per bisezioni successive.
- 257, in quanto 257 è un primo di Fermat.